# Amga (fiume)
La Amga (in russo Амга́?; in sacha Амма, Amma) è un fiume della Russia siberiana orientale, affluente di sinistra dell'Aldan. Scorre interamente nel territorio della Sacha-Jacuzia, nei distretti Aldanskij, Amginskij, Olëkminskij, Tattinskij, Tomponskij e Čurapčinskij.

## Descrizione
Nasce dalle Alture dell'Aldan, dirigendosi verso nord; dopo un centinaio di chilometri compie una curva decisa verso est ed inizia a descrivere un lungo arco in direzione sud-ovest / nord-est, grosso modo parallelo al corso dell'Aldan in cui poi confluirà, a 407 km dalla foce, drenando la parte orientale della vastissima regione rilevata delle Alture della Lena. La Amga è navigabile nel suo basso corso per circa 470 km.
Fra i tributari dell'Amga, i più rilevanti sono Borulach, Sylgylyr, Ulu, Munduručču, tutti provenienti dalla sinistra idrografica.
La rigidità climatica delle zone attraversate dà ragione dei lunghissimi periodi di gelo che interessano le sue acque (otto mesi l'anno, da ottobre a maggio) e della mancanza pressoché totale di centri abitati lungo il suo corso, l'unico di un certo rilievo essendo (in quasi 1 500 km) il piccolo centro con lo stesso nome.